# Idrettsklubben Start 2020
Questa voce raccoglie le informazioni riguardanti l'Idrettsklubben Start nelle competizioni ufficiali della stagione 2020.

## Stagione
In seguito alla promozione arrivata al termine del campionato precedente, lo Start ha partecipato all'Eliteserien 2020.
A causa della pandemia di COVID-19, il 12 marzo 2020 è stato reso noto che la Norges Fotballforbund aveva inizialmente rinviato l'inizio dell'attività calcistica al 15 aprile. A seguito della decisione del ministero della cultura di vietare la ripresa delle attività fino al 15 giugno, i calendari del campionato sono stati ancora rimodulati. Il 7 maggio, il ministro della cultura Abid Raja ha confermato che l'Eliteserien sarebbe ricominciata il 16 giugno. Il 12 giugno, Raja ha reso noto che sarebbe stata permessa una capienza massima di 200 spettatori. Dal 30 settembre, la capienza è stata aumentata a 600 spettatori.
Il 10 settembre 2020, la Norges Fotballforbund – dopo diversi rinvii – ha dovuto annullare l'edizione stagionale del Norgesmesterskapet, a causa dell'impossibilità di disputare tutte le partite previste a causa della condensazione del calendario del campionato. Anche il calciomercato è stato organizzato quindi diversamente, con una sessione estiva e una autunnale.
Lo Start ha chiuso l'annata al 15º posto finale. Jesper Daland è stato il giocatore più utilizzato in stagione, a quota 30 presenze. Eirik Schulze è stato invece il miglior marcatore, con 9 reti.

## Maglie e sponsor
Lo sponsor tecnico per la stagione 2020 è stato Macron, mentre lo sponsor ufficiale è stato Sparebanken Sør. La divisa casalinga era composta da una maglietta gialla con rifiniture nere, pantaloncini e calzettoni neri. Quella da trasferta era invece costituita da una maglietta nera con rifiniture gialle, con pantaloncini e calzettoni gialli.
| Casa | Trasferta |

## Rosa
| N. |                        | Ruolo | Calciatore           |
| -- | ---------------------- | ----- | -------------------- |
| 1  | Germania (bandiera)    | P     | Jonas Deumeland      |
| 2  | Norvegia (bandiera)    | D     | Jesper Daland        |
| 3  | Norvegia (bandiera)    | D     | Vegard Bergan        |
| 4  | Paesi Bassi (bandiera) | C     | Mohamed El Makrini   |
| 4  | Nigeria (bandiera)     | C     | Aremu Afeez          |
| 5  | Norvegia (bandiera)    | C     | Adnan Hadzic         |
| 6  | Norvegia (bandiera)    | D     | Joackim Jørgensen    |
| 7  | Svezia (bandiera)      | A     | Kevin Kabran         |
| 8  | Norvegia (bandiera)    | C     | Eman Markovic        |
| 9  | Norvegia (bandiera)    | A     | Martin Ramsland      |
| 10 | Norvegia (bandiera)    | A     | Steffen Lie Skålevik |
| 11 | Norvegia (bandiera)    | C     | Eirik Schulze        |
| 12 | Norvegia (bandiera)    | P     | Amund Wichne         |
| 14 | Norvegia (bandiera)    | C     | Espen Børufsen       |
| 15 | Norvegia (bandiera)    | D     | Henrik Robstad       |
| 16 | Norvegia (bandiera)    | C     | Mikal Ugland         |
| 17 | Nigeria (bandiera)     | A     | Adeleke Akinyemi     |

| N. |                       | Ruolo | Calciatore           |
| -- | --------------------- | ----- | -------------------- |
| 18 | Ghana (bandiera)      | C     | Isaac Twum           |
| 19 | Norvegia (bandiera)   | C     | Kasper Skaanes       |
| 20 | Norvegia (bandiera)   | A     | Mathias Bringaker    |
| 21 | Norvegia (bandiera)   | A     | Sander Sjøkvist      |
| 22 | Norvegia (bandiera)   | D     | Kristoffer Tønnesen  |
| 23 | Norvegia (bandiera)   | C     | Erlend Segberg       |
| 24 | Islanda (bandiera)    | C     | Guðmundur Tryggvason |
| 27 | Norvegia (bandiera)   | C     | Eirik Wichne         |
| 30 | Costa Rica (bandiera) | A     | Christian Bolaños    |
| 39 | Norvegia (bandiera)   | A     | Jakob Ugland         |
| 50 | Norvegia (bandiera)   | P     | Fredrik Hansen       |
| 66 | Norvegia (bandiera)   | D     | Marius Eikså         |
| 68 | Norvegia (bandiera)   | D     | Johannes Eftevaag    |
| 69 | Norvegia (bandiera)   | C     | Dirirsa Gamachis     |
| 71 | Norvegia (bandiera)   | P     | Henrik Dahl          |
| 87 | Norvegia (bandiera)   | C     | Levi Eftevaag        |

## Calciomercato

### Sessione invernale(dal 09/01 al 01/04)
| Arrivi           | Arrivi               | Arrivi         | Arrivi        |
| R.               | Nome                 | da             | Modalità      |
| ---------------- | -------------------- | -------------- | ------------- |
| P                | Amund Wichne         |                | svincolato    |
| D                | Henrik Gjesdal       |                | svincolato    |
| C                | Eirik Schulze        |                | svincolato    |
| C                | Guðmundur Tryggvason | Víkingur       | fine prestito |
| Altre operazioni |                      |                |               |
| R.               | Nome                 | da             | Modalità      |
| A                | Isac Lidberg         | Brommapojkarna | fine prestito |

| Partenze | Partenze            | Partenze             | Partenze   |
| R.       | Nome                | a                    | Modalità   |
| -------- | ------------------- | -------------------- | ---------- |
| P        | Alexander Pedersen  |                      | svincolato |
| D        | Espen Hammer Berger | Sandnes Ulf          | definitivo |
| A        | Isac Lidberg        | Gefle                | definitivo |
| A        | Aron Sigurðarson    | Union Saint-Gilloise | definitivo |

### Tra la sessione invernale e la sessione estiva
| Arrivi | Arrivi | Arrivi | Arrivi   |
| R.     | Nome   | da     | Modalità |
| ------ | ------ | ------ | -------- |

| Partenze | Partenze    | Partenze | Partenze   |
| R.       | Nome        | a        | Modalità   |
| -------- | ----------- | -------- | ---------- |
| D        | Damion Lowe |          | svincolato |

### Sessione estiva(dal 10/06 al 30/06)
| Arrivi | Arrivi               | Arrivi       | Arrivi   |
| R.     | Nome                 | da           | Modalità |
| ------ | -------------------- | ------------ | -------- |
| A      | Steffen Lie Skålevik | Sarpsborg 08 | prestito |

| Partenze | Partenze | Partenze | Partenze |
| R.       | Nome     | a        | Modalità |
| -------- | -------- | -------- | -------- |

### Tra la sessione estiva e la sessione autunnale
| Arrivi | Arrivi | Arrivi | Arrivi   |
| R.     | Nome   | da     | Modalità |
| ------ | ------ | ------ | -------- |

| Partenze | Partenze          | Partenze    | Partenze   |
| R.       | Nome              | a           | Modalità   |
| -------- | ----------------- | ----------- | ---------- |
| D        | Johannes Eftevaag | Flekkerøy   | prestito   |
| C        | Aremu Afeez       | St. Pauli   | definitivo |
| C        | Adnan Hadzic      | Sandnes Ulf | prestito   |

### Sessione autunnale(dall'08/09 al 05/10)
| Arrivi | Arrivi             | Arrivi     | Arrivi     |
| R.     | Nome               | da         | Modalità   |
| ------ | ------------------ | ---------- | ---------- |
| C      | Mohamed El Makrini | Kilmarnock | definitivo |
| A      | Christian Bolaños  | Saprissa   | definitivo |

| Partenze | Partenze         | Partenze  | Partenze   |
| R.       | Nome             | a         | Modalità   |
| -------- | ---------------- | --------- | ---------- |
| C        | Isaac Twum       | Mjøndalen | definitivo |
| A        | Adeleke Akinyemi | HamKam    | prestito   |

## Risultati

### Eliteserien

#### Girone di andata
| Arbitro: | Moen (Haugesund) |

|                            |           |                          |
| Bringaker 65’ Markovic 73’ | Marcatori | 45’ Salvesen 83’ Stengel |

| Arbitro: | Aslam |

|                     |           |                          |
| Grorud 24’ Rufo 55’ | Marcatori | 14’ Bringaker 45’ Daland |

| Arbitro: | Hansen (Feda) |

|                             |           |                                                |
| M. Ugland 18’ Bringaker 75’ | Marcatori | 29’ Holmgren Pedersen 45’ Haugen 90’ Gregersen |

| Arbitro: | S. Smehus Kringstad (Oslo) |

|  |           |                                                        |
|  | Marcatori | 4’ Kaasa 12’ Hoff 49’ (rig.), 66’ Børven 85’ Lauritsen |

| Arbitro: | Aslam |

|                   |           |  |
| Daland 90’ (aut.) | Marcatori |  |

| Arbitro: | Hobber Nilsen (Oslo) |

|             |           |            |
| Schulze 75’ | Marcatori | 84’ Bytyqi |

| Arbitro: | Amland (Bergen) |

|             |           |  |
| Lindseth 8’ | Marcatori |  |

| Kristiansand 16 luglio 2020, ore 20:30 8ª giornata | Start               | 0 – 0 referto | Rosenborg | Sparebanken Sør Arena (200 spett.)\| Arbitro: \| Hagenes (Flaktveit) \| |
| Arbitro:                                           | Hagenes (Flaktveit) |               |           |                                                                         |

| Arbitro: | Skjerven (Kaupanger) |

|             |           |                    |
| Koomson 41’ | Marcatori | 28’ (aut.) Ahamada |

| Kristiansand 26 luglio 2020, ore 18:00 10ª giornata | Start        | 0 – 0 referto | Stabæk | Sparebanken Sør Arena (200 spett.)\| Arbitro: \| Hagen (Grue) \| |
| Arbitro:                                            | Hagen (Grue) |               |        |                                                                  |

| Arbitro: | Hobber Nilsen (Oslo) |

|                                  |           |                           |
| Friðjónsson 17’, 61’ (rig.), 81’ | Marcatori | 16’ Bringaker 19’ Schulze |

| Arbitro: | Hagenes (Flaktveit) |

|                                           |           |  |
| Tønnesen 20’ Schulze 88’ Lie Skålevik 89’ | Marcatori |  |

| Arbitro: | S. Smehus Kringstad (Oslo) |

|                                 |           |                  |
| Bye 13’ Pellegrino 75’ Coly 82’ | Marcatori | 67’, 72’ Skaanes |

| Arbitro: | Skjerven (Kaupanger) |

|                  |           |            |
| Schulze 23’, 90’ | Marcatori | 74’ Stokke |

| Arbitro: | Skjerven (Kaupanger) |

|                                                                 |           |  |
| Boniface 17’, 60’ Berg 35’ J. Hauge 53’ (rig.) Zinckernagel 54’ | Marcatori |  |

#### Girone di ritorno
| Arbitro: | Hafsås (Trondheim) |

|          |           |  |
| Twum 29’ | Marcatori |  |

| Arbitro: | Amland (Bergen) |

|                                                                        |           |  |
| Omoijuanfo 8’ (rig.), 59’ (rig.) Brynhildsen 68’, 73’ Wolff Eikrem 86’ | Marcatori |  |

| Arbitro: | Hansen Grøtta |

|             |           |                           |
| Bolaños 90’ | Marcatori | 29’ Pellegrino 39’ Aasbak |

| Arbitro: | Amland (Bergen) |

|                       |           |  |
| Kassi 69’ Solheim 81’ | Marcatori |  |

| Arbitro: | Steen (Bergen) |

|                                                                   |           |           |
| Fredriksen 14’ (aut.), 90’ (aut.) El Makrini 18’ Schulze 32’, 60’ | Marcatori | 54’ Wadji |

| Arbitro: | Eskås (Oslo) |

|          |           |                    |
| Mawa 78’ | Marcatori | 39’ (rig.) Bolaños |

| Arbitro: | Hobber Nilsen (Oslo) |

|  |           |           |
|  | Marcatori | 52’ Singh |

| Arbitro: | Amland (Bergen) |

|           |           |  |
| Holse 67’ | Marcatori |  |

| Arbitro: | Eskås (Oslo) |

|                             |           |                                   |
| Segberg 36’, 47’ Kabran 88’ | Marcatori | 21’ Salétros 45’ (rig.) Halvorsen |

| Arbitro: | Hobber Nilsen (Oslo) |

|                   |           |                        |
| Jos. Kitolano 64’ | Marcatori | 52’ Schulze 82’ Kabran |

| Arbitro: | Hafsås (Trondheim) |

|                                                    |           |            |
| Sebulonsen 21’ Friðjónsson 62’ Torsteinbø 70’, 72’ | Marcatori | 90’ Kabran |

| Arbitro: | Aslam |

|                     |           |                   |
| Amundsen 17’ (aut.) | Marcatori | 26’ (rig.) Junker |

| Arbitro: | S. Smehus Kringstad (Oslo) |

|             |           |  |
| Ibrahim 48’ | Marcatori |  |

| Arbitro: | Hobber Nilsen (Oslo) |

|             |           |            |
| Schulze 69’ | Marcatori | 60’ Strand |

| Arbitro: | Hagen (Grue) |

|                                           |           |  |
| Kjartansson 5’ Sahraoui 14’, 30’ Holm 85’ | Marcatori |  |

## Statistiche

### Statistiche di squadra
| Competizione | Punti | In casa | In casa | In casa | In casa | In casa | In casa | In trasferta | In trasferta | In trasferta | In trasferta | In trasferta | In trasferta | Totale | Totale | Totale | Totale | Totale | Totale | DR  |
| Competizione | Punti | G       | V       | N       | P       | Gf      | Gs      | G            | V            | N            | P            | Gf           | Gs           | G      | V      | N      | P      | Gf     | Gs     | DR  |
| ------------ | ----- | ------- | ------- | ------- | ------- | ------- | ------- | ------------ | ------------ | ------------ | ------------ | ------------ | ------------ | ------ | ------ | ------ | ------ | ------ | ------ | --- |
| Eliteserien  | 27    | 15      | 5       | 6       | 4       | 22      | 20      | 15           | 1            | 3            | 11           | 11           | 36           | 30     | 6      | 9      | 15     | 33     | 56     | -23 |
| Totale       | -     | 15      | 5       | 6       | 4       | 22      | 20      | 15           | 1            | 3            | 11           | 11           | 36           | 30     | 6      | 9      | 15     | 33     | 56     | -23 |

### Andamento in campionato
| Giornata  | 1 | 2 | 3  | 4  | 5  | 6  | 7  | 8  | 9  | 10 | 11 | 12 | 13 | 14 | 15 | 16 | 17 | 18 | 19 | 20 | 21 | 22 | 23 | 24 | 25 | 26 | 27 | 28 | 29 | 30 |
| --------- | - | - | -- | -- | -- | -- | -- | -- | -- | -- | -- | -- | -- | -- | -- | -- | -- | -- | -- | -- | -- | -- | -- | -- | -- | -- | -- | -- | -- | -- |
| Luogo     | C | T | C  | C  | T  | C  | T  | C  | T  | C  | T  | C  | T  | C  | T  | C  | T  | C  | T  | C  | T  | C  | T  | C  | T  | T  | C  | T  | C  | T  |
| Risultato | N | N | p  | P  | P  | N  | P  | N  | N  | N  | P  | V  | P  | V  | P  | V  | P  | P  | P  | V  | N  | P  | P  | V  | V  | P  | N  | P  | N  | P  |
| Posizione | 6 | 9 | 11 | 13 | 14 | 15 | 15 | 15 | 15 | 15 | 15 | 14 | 15 | 15 | 15 | 14 | 14 | 14 | 14 | 14 | 14 | 14 | 14 | 14 | 13 | 13 | 14 | 14 | 14 | 15 |

Fonte:  Eliteserien 2020, su altomfotball.no, Altomfotball.
Legenda:

Luogo: C = Casa; T = Trasferta. Risultato: V = Vittoria; N = Pareggio; P = Sconfitta.

### Statistiche dei giocatori
| Giocatore       | Eliteserien | Eliteserien | Eliteserien | Eliteserien | Coppa nazionale | Coppa nazionale | Coppa nazionale | Coppa nazionale | Coppe europee | Coppe europee | Coppe europee | Coppe europee | Altre coppe | Altre coppe | Altre coppe | Altre coppe | Totale   | Totale | Totale      | Totale     |
| Giocatore       | Presenze    | Reti        | Ammonizioni | Espulsioni  | Presenze        | Reti            | Ammonizioni     | Espulsioni      | Presenze      | Reti          | Ammonizioni   | Espulsioni    | Presenze    | Reti        | Ammonizioni | Espulsioni  | Presenze | Reti   | Ammonizioni | Espulsioni |
| --------------- | ----------- | ----------- | ----------- | ----------- | --------------- | --------------- | --------------- | --------------- | ------------- | ------------- | ------------- | ------------- | ----------- | ----------- | ----------- | ----------- | -------- | ------ | ----------- | ---------- |
| A. Afeez        | 4           | 0           | 2           | 0           |                 |                 |                 |                 |               |               |               |               |             |             |             |             | 4        | 0      | 2           | 0          |
| A. Akinyemi     | 3           | 0           | 0           | 0           |                 |                 |                 |                 |               |               |               |               |             |             |             |             | 3        | 0      | 0           | 0          |
| V. Bergan       | 27          | 0           | 2           | 0           |                 |                 |                 |                 |               |               |               |               |             |             |             |             | 27       | 0      | 2           | 0          |
| C. Bolaños      | 12          | 2           | 1           | 0           |                 |                 |                 |                 |               |               |               |               |             |             |             |             | 12       | 2      | 1           | 0          |
| E. Børufsen     | 18          | 0           | 1           | 0           |                 |                 |                 |                 |               |               |               |               |             |             |             |             | 18       | 0      | 1           | 0          |
| M. Bringaker    | 20          | 4           | 1           | 0           |                 |                 |                 |                 |               |               |               |               |             |             |             |             | 20       | 4      | 1           | 0          |
| H. Dahl         | 0           | 0           | 0           | 0           |                 |                 |                 |                 |               |               |               |               |             |             |             |             | 0        | 0      | 0           | 0          |
| J. Daland       | 30          | 1           | 2           | 0           |                 |                 |                 |                 |               |               |               |               |             |             |             |             | 30       | 1      | 2           | 0          |
| J. Deumeland    | 19          | -29         | 2           | 0           |                 |                 |                 |                 |               |               |               |               |             |             |             |             | 19       | -29    | 2           | 0          |
| J. Eftevaag     | 0           | 0           | 0           | 0           |                 |                 |                 |                 |               |               |               |               |             |             |             |             | 0        | 0      | 0           | 0          |
| L. Eftevaag     | 0           | 0           | 0           | 0           |                 |                 |                 |                 |               |               |               |               |             |             |             |             | 0        | 0      | 0           | 0          |
| M. Eikså        | 0           | 0           | 0           | 0           |                 |                 |                 |                 |               |               |               |               |             |             |             |             | 0        | 0      | 0           | 0          |
| M. El Makrini   | 10          | 1           | 4           | 1           |                 |                 |                 |                 |               |               |               |               |             |             |             |             | 10       | 1      | 4           | 1          |
| D. Gamachis     | 0           | 0           | 0           | 0           |                 |                 |                 |                 |               |               |               |               |             |             |             |             | 0        | 0      | 0           | 0          |
| A. Hadzic       | 1           | 0           | 0           | 0           |                 |                 |                 |                 |               |               |               |               |             |             |             |             | 1        | 0      | 0           | 0          |
| F. Hansen       | 0           | 0           | 0           | 0           |                 |                 |                 |                 |               |               |               |               |             |             |             |             | 0        | 0      | 0           | 0          |
| J. Jørgensen    | 22          | 0           | 1           | 0           |                 |                 |                 |                 |               |               |               |               |             |             |             |             | 22       | 0      | 1           | 0          |
| K. Kabran       | 29          | 3           | 5           | 0           |                 |                 |                 |                 |               |               |               |               |             |             |             |             | 29       | 3      | 5           | 0          |
| S. Lie Skålevik | 21          | 1           | 2           | 0           |                 |                 |                 |                 |               |               |               |               |             |             |             |             | 21       | 1      | 2           | 0          |
| E. Markovic     | 28          | 1           | 3           | 0           |                 |                 |                 |                 |               |               |               |               |             |             |             |             | 28       | 1      | 3           | 0          |
| M. Ramsland     | 17          | 0           | 3           | 0           |                 |                 |                 |                 |               |               |               |               |             |             |             |             | 17       | 0      | 3           | 0          |
| H. Robstad      | 20          | 0           | 0           | 0           |                 |                 |                 |                 |               |               |               |               |             |             |             |             | 20       | 0      | 0           | 0          |
| E. Schulze      | 29          | 9           | 4           | 0           |                 |                 |                 |                 |               |               |               |               |             |             |             |             | 29       | 9      | 4           | 0          |
| E. Segberg      | 18          | 2           | 4           | 0           |                 |                 |                 |                 |               |               |               |               |             |             |             |             | 18       | 2      | 4           | 0          |
| S. Sjøkvist     | 3           | 0           | 0           | 0           |                 |                 |                 |                 |               |               |               |               |             |             |             |             | 3        | 0      | 0           | 0          |
| K. Skaanes      | 24          | 2           | 2           | 0           |                 |                 |                 |                 |               |               |               |               |             |             |             |             | 24       | 2      | 2           | 0          |
| K. Tønnesen     | 29          | 1           | 0           | 0           |                 |                 |                 |                 |               |               |               |               |             |             |             |             | 29       | 1      | 0           | 0          |
| G. Tryggvason   | 0           | 0           | 0           | 0           |                 |                 |                 |                 |               |               |               |               |             |             |             |             | 0        | 0      | 0           | 0          |
| I. Twum         | 10          | 1           | 2           | 0           |                 |                 |                 |                 |               |               |               |               |             |             |             |             | 10       | 1      | 2           | 0          |
| J. Ugland       | 0           | 0           | 0           | 0           |                 |                 |                 |                 |               |               |               |               |             |             |             |             | 0        | 0      | 0           | 0          |
| M. Ugland       | 13          | 1           | 3           | 0           |                 |                 |                 |                 |               |               |               |               |             |             |             |             | 13       | 1      | 3           | 0          |
| A. Wichne       | 12          | -27         | 3           | 0           |                 |                 |                 |                 |               |               |               |               |             |             |             |             | 12       | -27    | 3           | 0          |
| E. Wichne       | 29          | 0           | 5           | 0           |                 |                 |                 |                 |               |               |               |               |             |             |             |             | 29       | 0      | 5           | 0          |